# Der verlorene Schuh
Der verlorene Schuh er en tysk stumfilm fra 1923 af Ludwig Berger.

## Medvirkende
- Helga Thomas som Marie
- Paul Hartmann som Anselm Franz
- Frida Richard som Patin
- Hermann Thimig som Steiß-Steßling
- Lucie Höflich som Benrat
- Mady Christians som Violante
- Olga Tschechowa som Estella
- Max Gülstorff som von Cucoli